# Rodolfo V de Baden-Pforzheim
Rodolfo V de Baden-Pforzheim (em alemão:  Rudolf V. von Baden-Pforzheim; morto em 28 de agosto de 1361), foi um nobre alemão, pertencente à Casa de Zähringen, e que foi Marquês de Baden-Pforzheim de 1348 até à sua morte.

## Biografia
Rodolfo V era o segundo filho do marquês Rodolfo IV de Baden-Pforzheim e de Maria de Oettingen. Quando o seu pai faleceu, em 1248, o irmão mais velho, Frederico III sucedeu em Baden-Baden, enquanto Rodolfo V sucedeu em Baden-Pforzheim.
Em 1334 o imperador Luís IV dera ao seu pai, como penhor, o castelo de Ortenburgo, as cidades de Offenburg, Gengenbach e Zell am Harmersbach e as possessões imperiais no Ortenau. Quando chegou a altura do empréstimo ser pago, o Imperador Carlos IV não dispunha de fundos suficientes, pelo que Rodolfo foi autorizado a manter os territórios. Carlos IV também penhorou a portagem em Estrasburgo conjuntamente a Rodolfo V e ao Arcebispo de Estrasburgo, Bertoldo II de Bucheck.
A 26 de Agosto de 1347, Rodolfo casou com a sua prima Adelaide de Baden (morta em 1370/73), Senhora de Belfort, filha mais nova do marquês Rodolfo Hesso de Baden-Baden e de sua mulher, Joana da Borgonha-Montbéliard. Deste casamento não houve descendência.
Por volta de 1345, o seu irmão mais velho, Frederico III, casara também, com a irmã mais velha de Adelaide, Margarida de Baden. 
Em 1356, Rodolfo V permanecia sem descendência e concluiu um tratado de herança com o seu sobrinho, Rodolfo VI de Baden-Baden, pelo qual Rodolfo V nomeava Rodolfo VI o seu herdeiro.
Rodolfo V viria a morrer em 1361 sendo sepultado na Abadia de Lichtenthal. Como previsto, os seus estados foram herdados pelo sobrinho e integrados em Baden-Baden. A sua viúva, voltaria a casar a 4 de abril de 1369 com o conde Walram IV de Tierstein.